# Menstrup
Menstrup er en landsby på Sydsjælland med 224 indbyggere  (2024), beliggende i Marvede Sogn syv kilometer nordvest for Karrebæksminde og 13 kilometer vest for Næstved. Landsbyen tilhører Næstved Kommune og er beliggende i Region Sjælland.
Fra afkørslen ved Skælskørvej kan man køre videre mod Spjellerup og Marvede. Landsbyen er mest kendt for Menstrup Kro, der blev etableret for over 200 år siden. Her afholdes også Menstrup Revyen.
Udover Menstrup kro er der en "Min Købmand"-supermarked og virksomheden D-S sikkerhedsudstyr, der producerer personlige værnemidler.
På Menstrup Bjerg stod der 3 vindmøller, der i 2017 blev fjernet. Det blæser godt på stedet, så det er et naturligt sted for Menstrupmøllen, der menes at have stået her.
Menstrup Bryggeri blev grundlagt i 1883 af brygger Mads Nielsen. Der bryggedes hvidtøl frem til 1964.